# Epictia columbi
Epictia columbi là một loài rắn trong họ Leptotyphlopidae. Loài này được Klauber mô tả khoa học đầu tiên năm 1939.